# Juraj Haulík Váralyai
Juraj Haulík Váralyai (ur. 20 kwietnia 1788 w Trnawie, zm. 11 maja 1869 w Zagrzebiu) – chorwacki duchowny rzymskokatolicki, kardynał, biskup i arcybiskup metropolita zagrzebski w latach 1837 - 1869. 

## Życiorys
Święcenia kapłańskie przyjął 18 kwietnia 1811. W latach 1836–1852 biskup ordynariusz zagrzebski. Od 11 grudnia 1852, po podniesieniu diecezji do rangi archidiecezji metropolitalnej  arcybiskup metropolita zagrzebski. Kreowany kardynałem prezbiterem z tytułem Ss. Quirico e Giulitta na konsystorzu 16 czerwca 1856 przez Piusa IX.